# Dignomus nitidus
Dignomus nitidus là một loài bọ cánh cứng trong họ Ptinidae. Loài này được Duftschmid miêu tả khoa học năm 1825.